# ژان استابلینسکی
ژان استابلینسکی (فرانسوی: Jean Stablinski‎; ۲۱ مهٔ ۱۹۳۲ – ۲۲ ژوئیهٔ ۲۰۰۷) دوچرخه‌سوار اهل فرانسه بود.
وی همچنین برندهٔ جوایزی همچون لژیون دونور (شوالیه) شده‌است.
از باشگاه‌هایی که در آن رکاب زده‌است می‌توان به تیم دوچرخه‌سواری مرسیه، تیم دوچرخه‌سواری بیک، و تیم دوچرخه‌سواری سن-رافائل اشاره کرد.
وی در مسابقات کشوری و بین‌المللی در مجموع برندهٔ ۱ مدال طلا شده‌است.